# 克利图尔
克利图尔（法語：Clitourps，法語發音：[klituʁ]）是法国芒什省的一个市镇，属于瑟堡区。

## 地理
克利图尔（49°39'21"N, 1°22'16"W）面积6.3 平方千米，位于法国诺曼底大区芒什省，该省份为法国西北部沿海省份，西、北、东北三面环大西洋，东起顺时针与卡爾瓦多斯省、奧恩省、马耶讷省和伊勒-维莱讷省接壤。
与克利图尔接壤的市镇（或旧市镇、城区）包括：瓦鲁维尔、布里勒瓦、康特卢、圣皮埃尔埃格利斯、泰维尔、托克维尔、瓦尔康维尔。

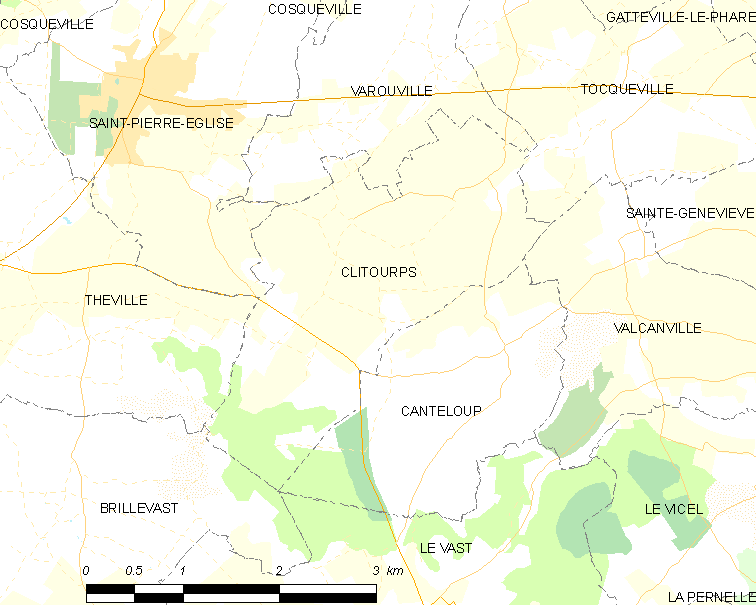
克利图尔的OSM定位图

克利图尔的时区为UTC+01:00、UTC+02:00（夏令时）。

## 行政
克利图尔的邮政编码为50330，INSEE市镇编码为50135。

## 政治
克利图尔所属的省级选区为赛尔河谷县。

## 人口

1962-2008年间克利图尔人口变化图示

克利图尔于2022年1月1日时的人口数量为228人。